# Principat de Lieja
El Principat de Lieja (francès Principauté de Liège, való Principåté d'Lidje) era un estat del Sacre Imperi Romanogermànic. Era un «principat episcopal»: el seu governador era un príncep-bisbe nomenat per l'emperador del Sacre Imperi. Nasqué el 980 i els revolucionaris francesos l'aboliren el 1795.

## Història
El bisbat d'Atuatuca Tungrorum es va crear al segle iv. Al segle vi es va traslladar a Mosæ Traiectum i al 720 a Leodicum amb el bisbe Hubert. Notger n'era el bisbe del 972. L'any 980, l'emperadriu alemanya, Teofania, tutora d'Otó III li donà el comtat d'Huy com feu a Notger que així n'esdevingué el primer príncep-bisbe amb poders temporals.
La tradició d'anomenar bisbes com a prínceps a les terres frontereres (marques) prové de la voluntat de l'emperador de mantenir el control i d'evitar que la terra caigui a les mans d'hereus poc fiables pel joc de matrimonis estratègics.
El poder i el territori del principat va créixer gràcies a l'acció dels prínceps-bisbes Notger, Èracli i Wazon. El principat que tenia pocs recursos econòmics en aquesta època, va aprofitar-se de la reputació de sant Llambert, que atreia molts pelegrins. Per a acollir tots aquests visitors, era menester desenvolupar-se escoles i monestirs. Set col·legiates i dues abadies benedictines es van erigir: Sant Pere, Santa Creu, Sant Pau, Sant Joan, la basílica de Sant Martí, Sant Bartomeu, la catedral de Sant Lambert, les abadies de Sant Jaume i de Sant Llorenç.
El 1316, la Pau de Fexhe va acabar l'absolutisme del príncep. El tractat estipula per a la primera vegada en la història del principat un repartiment dels poders entre els tres estaments i el príncep-bisbe, una llibertat individual i una justícia més imparcial. Aquest sistema es va mantenir sense gaire canvis fins a la invasió francesa del 1795.
L'any 1366, el principat va annexar el comtat de Loon, un dels seus feus, després d'uns problemes de successió dels comtes de Loon sense progenitura quan el comte Arnau de Rummen va vendre el seu títol al príncep-bisbe Joan d'Arkel. El principat va haver de defensar la seva independència davant els imperis veïns, en especial contra el duc de Brabant i el de Borgonya. El ducs de Borgonya van voler annexar el principat que formava un enclavat entre els seus «països baixos i alts» però el màxim que van obtenir fou el nomenament de bisbes 'amics'. Van imposar Lluís de Borbó, el nebot de Felip III de Borgonya com príncep-bisbe, tot i que els liegesos mai no van acceptar-lo. La gent de Lieja va deposar-lo i el conflicte va escalar. El que va conduir a la batalla de Montenaken (1465) i la pau de Sint-Truiden que implicarà la quasi annexió del principat. Tot i això, la revolta va continuar fins a la batalla de Brustem (1467) i finalment a la destrucció de la ciutat i les massacres a càrrec de Carles I de Borgonya dit el Temerari. La data del sac de Lieja, 1468 resta encara gravada a la memòria històrica de la gent de Lieja contemporània. Lieja mai no ha estat part de les Disset Províncies.
El 1477 Maria de Borgonya va restaurar les llibertats del principat i tornar el perron a Lieja. El 1487, el príncep-bisbe Joan d'Horne va concloure amb els estats de Lieja la Pau de Sant Jaume, un tractat que restaura les llibertats i que codifica els drets i els usos i costums. Fins avui, certes disposicions sempre tenen força de llei.

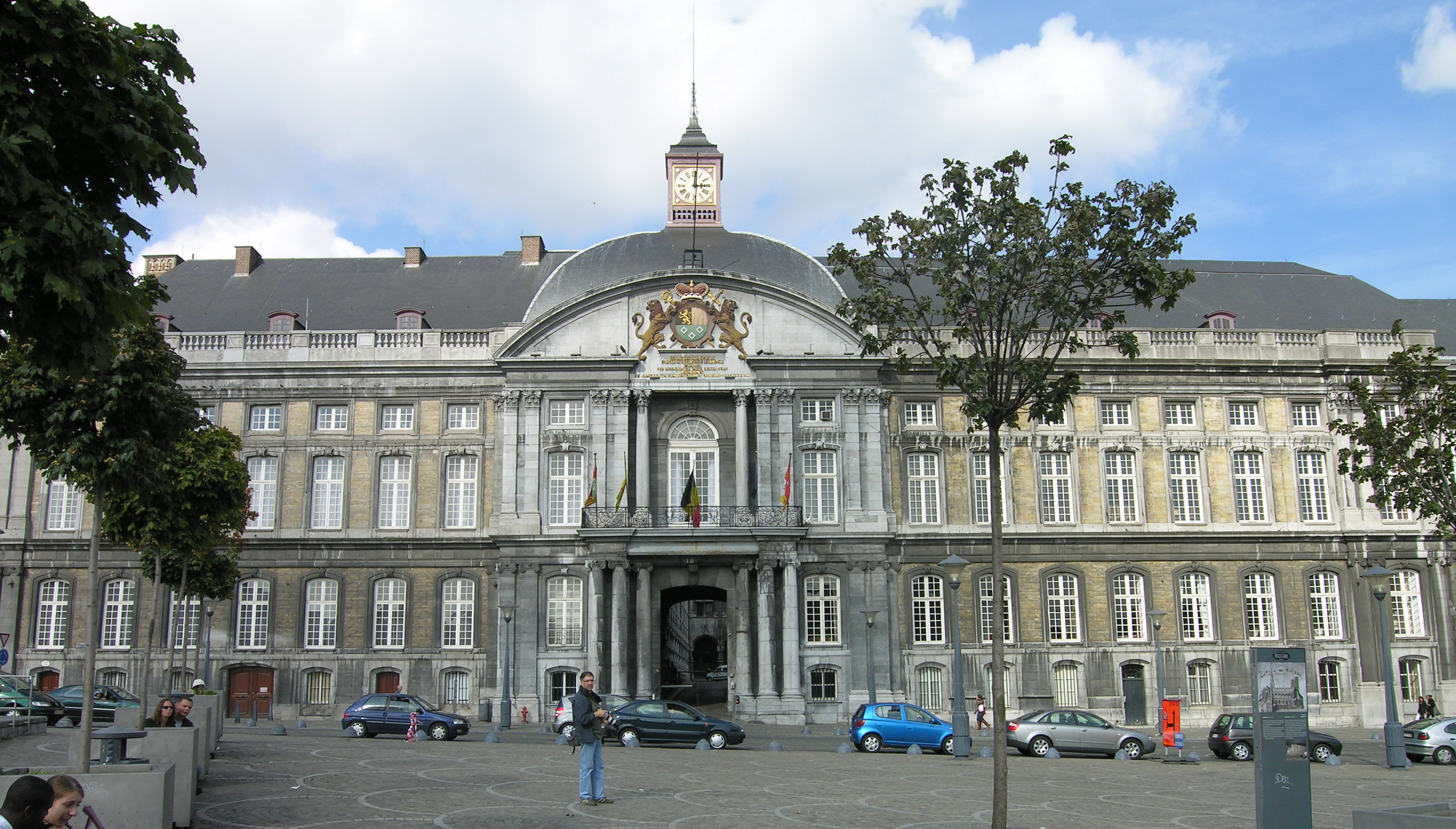
Palau dels prínceps-bisbes, després de l'ampliació d'Erard de la Mark i la reconstrucció de Jordi Lluís de Berghes

El 10 abril 1509, el príncep-bisbe Erard de la Mark, va rebre la confirmació dels privilegis de l'emperador Maximilià I.

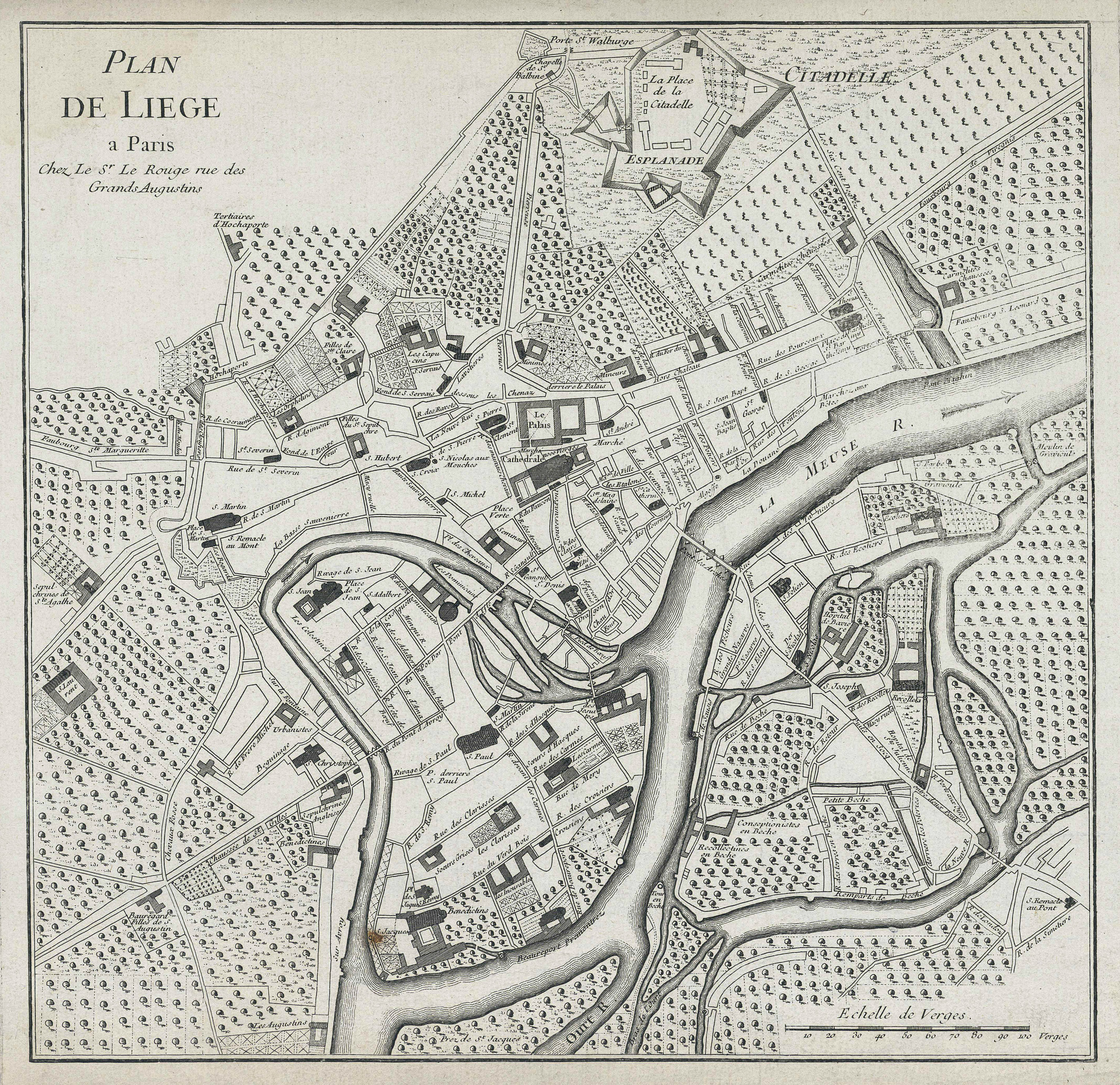
Mapa històric de Lieja, vers el 1740

Durant tota l'edat mitjana el principat de Lieja va restar com a entitat política independent, sense formar part dels Països Baixos espanyols, ni dels els Països Baixos del sud, catòlics, que passaren sota el control dels Habsburg d'Àustria després de la desfeta espanyola.
Segles durant, el principat bisbal adoptava una política de neutralitat. Això aprofitavala l'economia del país com que els exèrcits de tots els estats d'Europa hi venien per a comprar armes: la indústria de la metal·lórgia hi era força desenvolupada. Així, des de la fi del segle xvi l'empresari i industrial Joan Decorte dit Curtius va desenvolupar un «grup» industrial de fabricació de pólvora amb una sucursal a Liérganes que va esdevenir el proveïdor principal de l'Imperi Espanyol. Fins avui, la fabricació d'armes roman una indústria important.
L'últim 'gran' príncep-bisbe Francesc Carles de Velbrück (1772-1784), humanista i home de ciència, va invertir molt per a desenvolupar les arts, les escoles i l'economia. Va morir massa aviat abans de veure els resultats de la seva feina. El seu successor, Constantí Francesc d'Hoensbroeck (1784-1792) absolutista i poc sensible a les aspiracions del poble impensadament va fer tot per a estimular l'esperit revolucionari.
L'any 1794, després la revolució de Lieja, l'exèrcit austríac se'n va anar i l'últim bisbe Francesc Antoni Maria de Méan s'exilià. L'any 1795, la Convenció decretà l'annexió del principat a la República francesa després del qual fou integrat al Departament de l'Ourte i el Departament del Mosa inferior, amb la voluntat de trencar les fronteres de l'ancien régime. L'any 1801 el papa Pius VII va ratificar l'abolició del principat-bisbat al concordat amb Napoleó i la creació d'una diòcesi de Lieja sense cap poder secular.
L'any 1815 es va integrar al Regne Unit dels Països Baixos, malgrat la seva voluntat de tornar a ser independent. L'any 1830 va passar al Regne de Bèlgica.

## Geografia
El principat mai no ha sigut un territori continu. Aproximadament ocupava territoris al llarg del Mosa. El territori va canviar tot al llarg de la seva història. La capital era Lieja.
- Ciutats principals, anomenades Bones Viles : 
  - Ciutats «romàniques»: Châtelet, Ciney, Couvin, Dinant, Fosses-la-Ville, Huy, Lieja, Thuin, Verviers, Visé, Waremme (viles de parla valona, després francesa)
  - Ciutats «germàniques»: Beringen, Bilzen, Bree, Hamont, Hasselt, Herk-de-Stad, Borgloon, Maaseik, Peer, Sint-Truiden, Stokkem, Tongeren (Viles de parla limburguesa, després neerlandesa)
- Altres possessions: Maastricht, una jurisdicció compartida amb el ducat de Brabant i més tard amb la República de les Set Províncies Unides, el Comtat de Horn, la ciutat de Bouillon, terres a Guelre.

## Llengües
Al principat plurilingüe les llengües administratives eren el llatí, el francès o l'alemany. La població parlava való, ripuàric o limburguès. De les 23 Bones Viles, 12 eren de parla germànica i 11 de parla romànica.

## Avui
Últim afegit al Regne Unit dels Països Baixos i després a Bèlgica, la població va mantenir el seu esperit d'independència d'un país del qual la capital Brussel·les mai no ha sigut seva. Els altres habitants del regne els retreuen el seu esperit principataire, el que la gent de Lieja considera com un compliment.

## Persones
- Anne-Josèphe Théroigne de Méricourt (1762-1817): feminista i revolucionària